# Villamiel de Toledo
Villamiel de Toledo è un comune spagnolo di 872 abitanti situato nella comunità autonoma di Castiglia-La Mancia.